# Vitalius paranaensis
Vitalius paranaensis är en spindelart som beskrevs av Rogerio Bertani 200. Vitalius paranaensis ingår i släktet Vitalius och familjen fågelspindlar. Inga underarter finns listade i Catalogue of Life.